# چروونکا (شهرستان سوکوووف)
چروونکا (به لهستانی:  Czerwonka) یک روستا در لهستان است که در گمینا سوکوووف پودلاسکی واقع شده‌است.